# Granata (arma)

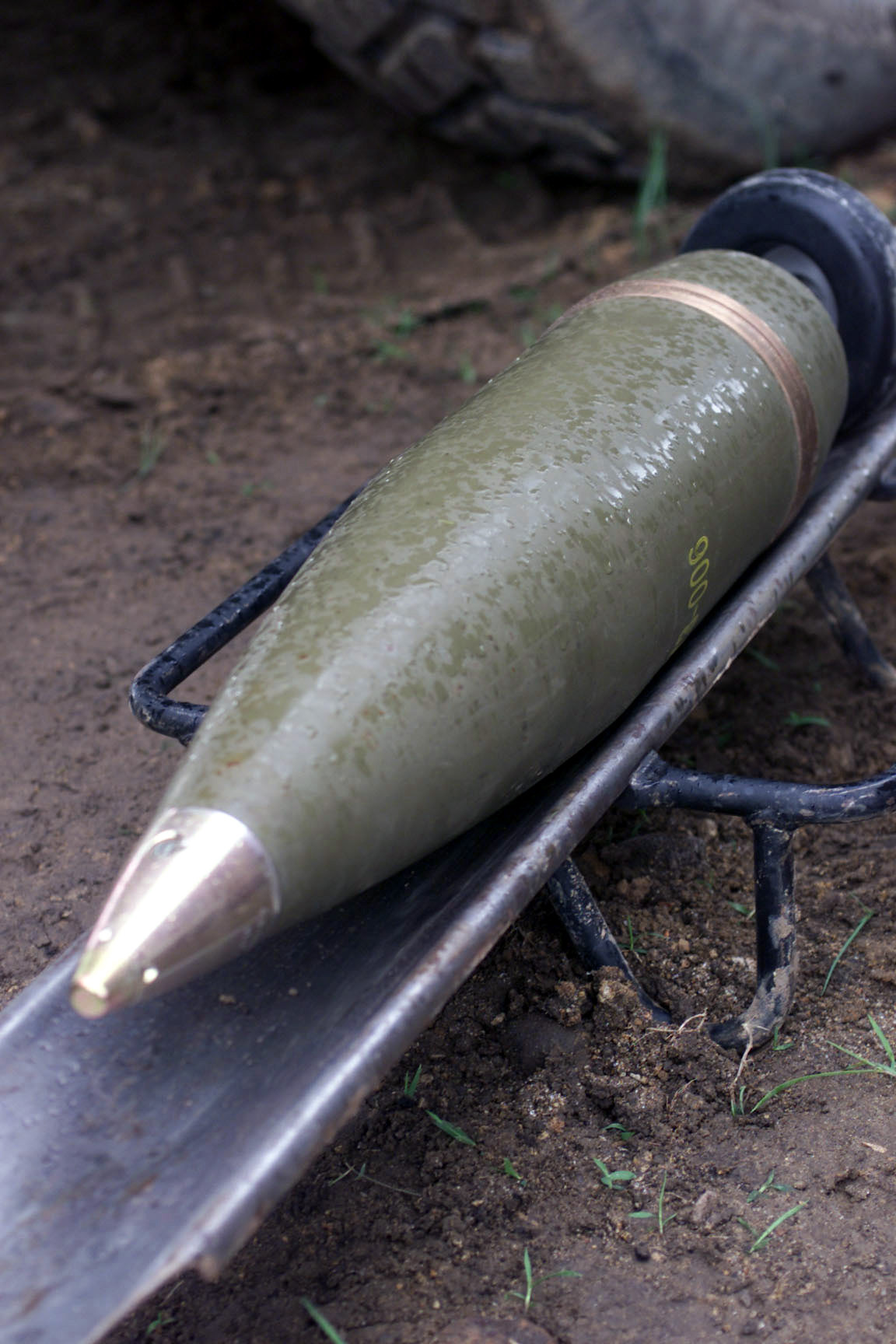
M107

La granata è un tipo di proiettile, lanciato utilizzando armi da fuoco oppure la forza manuale dell'operatore, contenente materiali atti a danneggiare il nemico in guerra.

## Tipologia
I materiali offensivi utilizzati in esse possono essere:
- esplosivi (granata esplodente)
- illuminanti (granata illuminante)
- incendiari (granata incendiaria)
- fumogeni (granata fumogena)
- aggressivi (granata a gas)

## Storia

### Le granate come proietti di artiglieria
L'utilizzo delle granate in artiglieria è iniziato nel XVI secolo e, a partire dal XVIII secolo, è stata stabilita la differenza fra cannoni (sparanti a palla piena) e obici (che sparano granate). Questa distinzione è praticamente scomparsa a partire dalla fine del XIX secolo e, attualmente, la distinzione fra cannoni e obici si basa essenzialmente sulle modalità di tiro.
I cannoni possono lanciare sia granate sia munizioni piene, mentre obici e mortai utilizzano solamente granate.

### Granate a mano o da arma individuale
Le granate sono state lanciate anche manualmente fin dal XVIII secolo, quando parte della truppa (granatieri) fu addestrata al lancio di granate. L'uso di granate lanciate manualmente, praticamente scomparso nel corso del XIX secolo, si è sviluppato particolarmente nella prima e nella seconda guerra mondiale, in cui le granate a lancio manuale erano definite bombe a mano.
Dopo la seconda guerra mondiale sono state sviluppate granate atte ad essere lanciate con apposite armi da fuoco individuali (lanciagranate) o con fucili.

Per esempio le granate con gas lacrimogeno (40 mm) usate nel controllo delle sommosse vengono sparate da dei lanciagranate come l'M79.

## Caratteristiche
Le granate hanno la caratteristica di avere il corpo cavo per poter trasportare materiale offensivo (carico bellico) di vario tipo, per esempio esplosivo o illuminante o anche semplici volantini. La granata d'artiglieria è solitamente di forma ogivale aerodinamica ed incorpora la spoletta, la quale è un congegno che permette il rilascio o l'esplosione del carico bellico.
La spoletta può essere presente anteriormente, ma pure posteriormente per garantire il corretto funzionamento della granata anche contro bersagli particolarmente duri (fortificazioni in cemento armato o proiettili perforanti esplosivi anticarro).